# Абердэр (хребет)
Абердэр (англ. Aberdare Range) — горный хребет в Африке, расположенный в центре Кении, севернее её столицы, Найроби.
Хребет в восточной экваториальной Африке тянется на протяжении 160 км по северной части земли масаев, между экватором и 1° южной широты с ССЗ на ЮЮВ, и отделяется долиной Гуазо-Ньиро от горы Кении на востоке; достигает 3999 м высоты.
Гора Кинангоп на южном конце горного хребта даёт начало трём рекам: Гуазо, Ньиро, Урура (в нижнем течении — Гуазо Нерок), омывающая западный склон хребта Абердэр и соединяющаяся к северо-западу от Кении с Гуазо-Ньиро и Гуазо-Амбони, впадающей в озеро Тана.
Хребет Абердэр был открыт шотландским путешественником Джозефом Томсоном в 1884 году на пути к горам Кения, Килиманджаро и озёрам Виктория и Ньяса. Томсон перешёл через хребет на северном конце возле Лашау и дал ему имя в честь барона Абердэра, тогдашнего председателя Королевского географического общества.
В 1950 году на горном плато, образованном хребтом, был образован национальный парк Абердэр, функционирующий по настоящее время.